# Unwan (Paderborn)
Unwan († 20. Juli 935) war von 918 bis 935 Bischof von Paderborn.
Er entstammte wohl der Familie der Immedinger. Er gehörte auch in das Umfeld der Billunger. Er nahm 916 an der von König Konrad abgehaltenen Nationalsynode von Altheim teil. Zur Zeit Heinrichs I. gehörte Unwan zu dessen Unterstützern und stand in königlicher Gunst. Er gehörte 921 zu den Großen, die den Bonner Vertrag zwischen Heinrich und Karl dem Einfältigen unterzeichneten. Auch auf der Versammlung in Koblenz von 922, wo die Großen des westfränkischen und ostfränkischen Reiches zusammenkamen, war er anwesend. Auf Bitten Unwans bestätigte Heinrich 927 dem von den Ungarn zerstörten Stift Herford dessen alte Rechte. Im selben Jahr war Unwan auf der Synode in Erfurt anwesend. Auf Fürsprache von Königin Mathilde und Unwan bestätigte Heinrich I. dem Damenstift Heerse 934 ihre Vorrechte insbesondere die freie Wahl der Äbtissin.